# District de Kotchkor

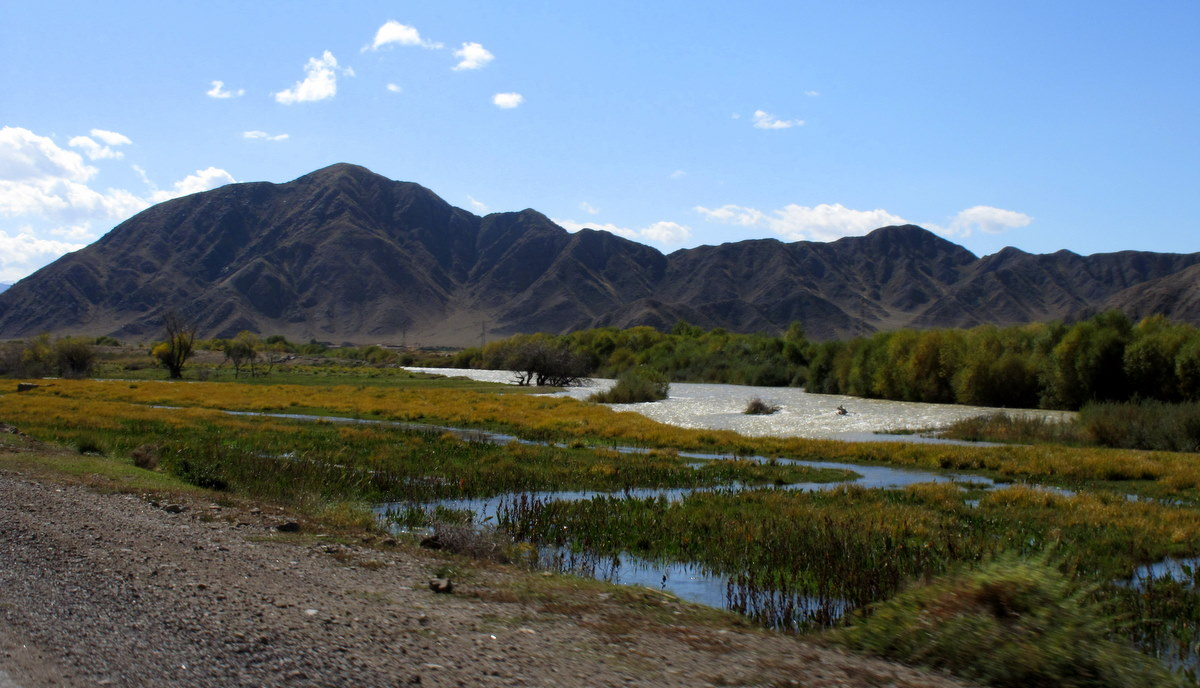
Paysage près de Kotchkor

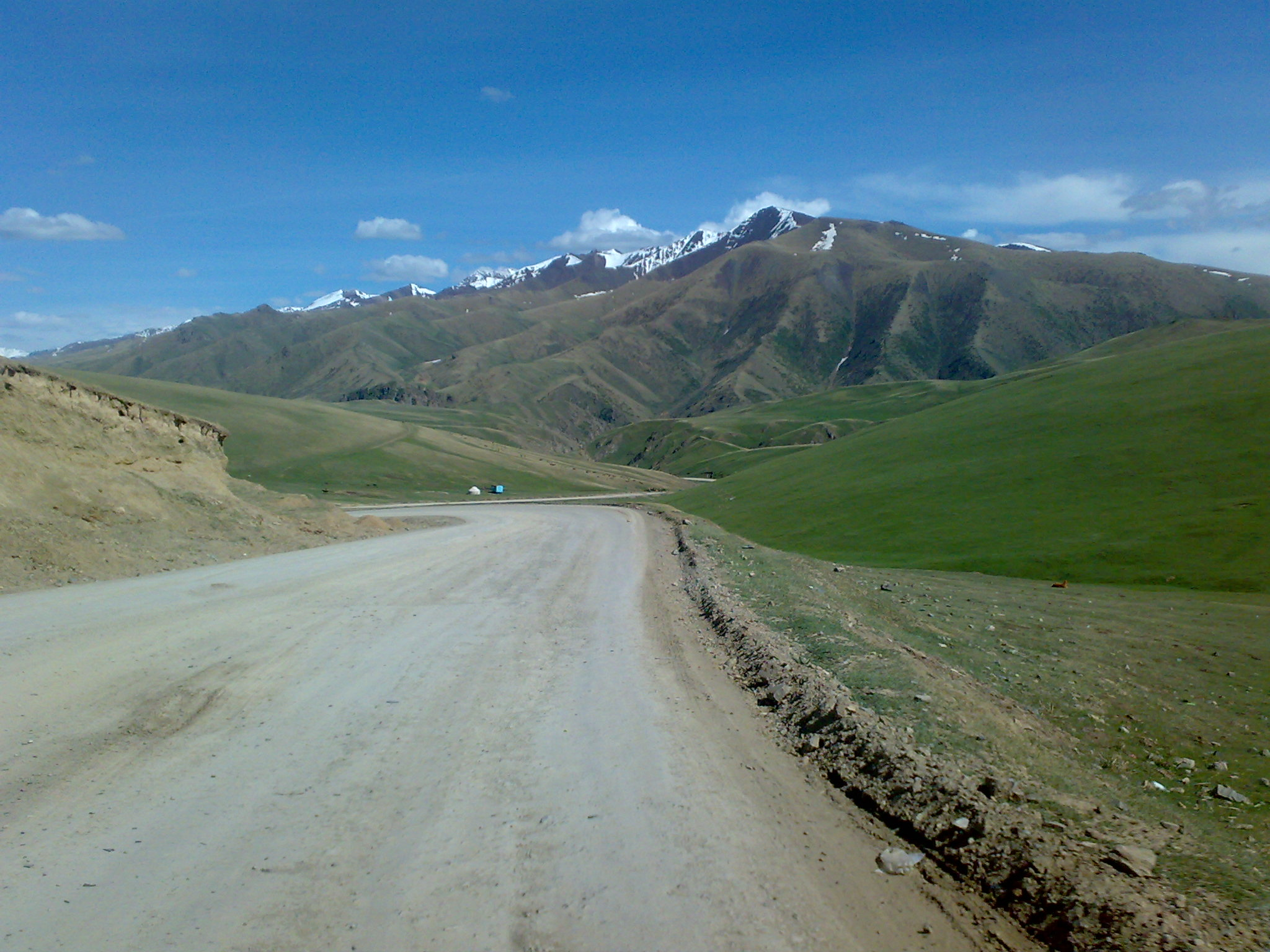
Vue du col de Dolon avec la A365, à 47 km de Kotchkor

Le district de Kotchkor (en kirghize: Кочкор району; en russe : Кочкорский район) est un des districts de la province de Naryn au Kirghizistan. Son chef-lieu administratif est la ville de Kotchkor et sa superficie de 5 268 km2. La population du district s'élevait à 58 267 habitants au recensement de 2009.

## Géographie
Le district de Kotchkor se trouve dans la partie nord-est de la province dans une région montagneuse. Il est limité au nord par la province de Tchouï et à l'est par la province d'Issyk-Koul.

## Population
Selon le recensement de 2009, la population du district comptait 58 267 habitants, dont 57 582 habitants d'ethnie kirghize (98,8 %), 299 habitants d'ethnie doungane (0,5 %) et 146 habitants d'ethnie ouzbèke (0,3 %).

## Subdivisions administratives
Le territoire du district est divisé en onze communautés rurales (aïyl okmotou), comportant chacune un ou plusieurs villages:
1. Ak-Kyya (chef-lieu Kara-Souou,  avec le village de Jany-Jol)
2. Kara-Souou (Mantych, avec les villages d'Ak-Talaa, Kara-Moynok, Kyzyl-Töbö, Ortok)
3. Kotchkor (Kotchkor, avec les villages de Tendik et Bolchevik, au bord de l'At-Bachy)
4. Koch-Débé (Kara-Saz, avec le village de Karakoungueï)
5. Koum-Débé (Koum-Dobo, et les villages d'Ak-Djar, Bougoutchou, Chamchy)
6. Sary-Boulak (Ak-Kyya, avec le village de Sary-Boulak)
7. Semiz-Bel (Kara-Too, avec les villages d'Arsy, Semiz-Bel et Tchekilbek)
8. Talaa-Boulak (Den-Alych, avec le village de Komssomol)
9. Kek-Djar (Kek-Djar)
10. Tcholpon (Tcholpon, avec les villages d'Ara-Kol, Tyouz, Epkin et Ossoviahim)
11. Song-Koul (Telek)

## Personnalités
- Tcholponbek Bazarbaïevitch Bazarbaïev (1949-2002), danseur de ballet né à Tcholpon, artiste du Peuple d'URSS (1982) et ministre de la Culture du Kirghizistan de 1993 à 1996.
- Nurlanbek Kadykeevitch Kadykeev (1970-2018), homme politique kirghiz né dans le district, député de la Zhogorku Kengesh de 2015 à 2018.